# Колумбийска тетра
Колумбийската тетра (Hyphessobrycon columbianus) е вид сладководна риба от род Hyphessobrycon, семейство Харациди, която естествено обитава отточната система на река Аканди в северозападната част на Колумбия. Местообитанията ѝ са бавноподвижни притоци и заливчета.

## Физическо описание
На обща дължина достига до около 6,5 cm и има сребристосив цвят. Над латералната линия люспите имат тюркоазено син оттенък с нарастваща наситеност, който става ясно изразена ивица, минаваща през гърба на рибата. Перките са преобладаващо пурпурно червени, но цветът им избледнява, докато рибата е в покой. Аналната перка обикновено е покрая с черно, а гръбната и опашната перки имат белезникави петънца.
Видът прилича на Hyphessobrycon ecuadorensis, обитаващ водите на западен Еквадор и двата вида като цяло са били бъркани преди официалното описание на вида H. columbianus през 2002 година.

## Като аквариумен вид
Колумбийската тетра като цяло е дръзка, адаптираща се риба с продължителност на живота до около 3-5 години. Храни се с типична храна за аквариумни рибки като пелети, замразени и сушени храни, дребна жива храна. Видът предпочита вода с неутрална или леко повишена киселинност, с температура около 24-26 °C. Въпреки че са известни с това, че тормозят другите аквариумни риби, вероятността за това чувствително спада, ако се отглеждат в група от шест или повече. Колумбийската тетра се размножава по подобен начин като другите тетри от рода.